# Intelligent dance music
Intelligent dance music (с англ. — «умная танцевальная музыка», «интеллигентная танцевальная музыка») или сокращённо IDM — условное обозначение для некоторых стилей электронной и танцевальной музыки, которые не вписываются в традиционные рамки принятых обозначений.

## История
Основоположниками жанра принято считать таких исполнителей, как The Orb, Autechre, Orbital, Boards of Canada и Aphex Twin, чьи музыкальные эксперименты привели к рождению нового, богатого на неожиданные находки стиля. Среди передовых в этой отрасли лейблов можно выделить Warp Records (Великобритания), Rephlex Records (Великобритания), Planet Mu (Великобритания), SKAM Records (Великобритания), Toytronic (Великобритания), Ninja Tune (Великобритания).
Впервые термин «intelligent techno» был использован в сети Usenet в ноябре 1991 года, в отношении композиции «The Snow» авторства Coil . Само понятие «intelligent dance music» прозвучало двумя годами позже.

## Особенности стиля
Фигурирующее в названии жанра сочетание «dance music» говорит о возможном использовании принципов музыкального построения и композиционной техники, применяемых при создании танцевальной музыки. Акцент же на слове «intelligent» указывает на то, что данный тип музыки обладает некими характеристиками, отличными от характеристик «обычной музыки». Такими характеристиками могут быть степень композиционной сложности, использование нетривиальных идей и ходов, использование необычных звуковых тембров, особое эмоциональное и информационное наполнение.

## Критика термина
Aphex Twin в своём интервью в сентябре 1997 сказал: «Думаю, реально забавно иметь такие термины. На самом деле термин говорит „это интеллектуальное, а всё остальное тупое“ […] Меня это смешит. Я не использую названия. Мне просто что-то нравится, а что-то нет». Многие другие исполнители IDM также критиковали термин.